# Equinor

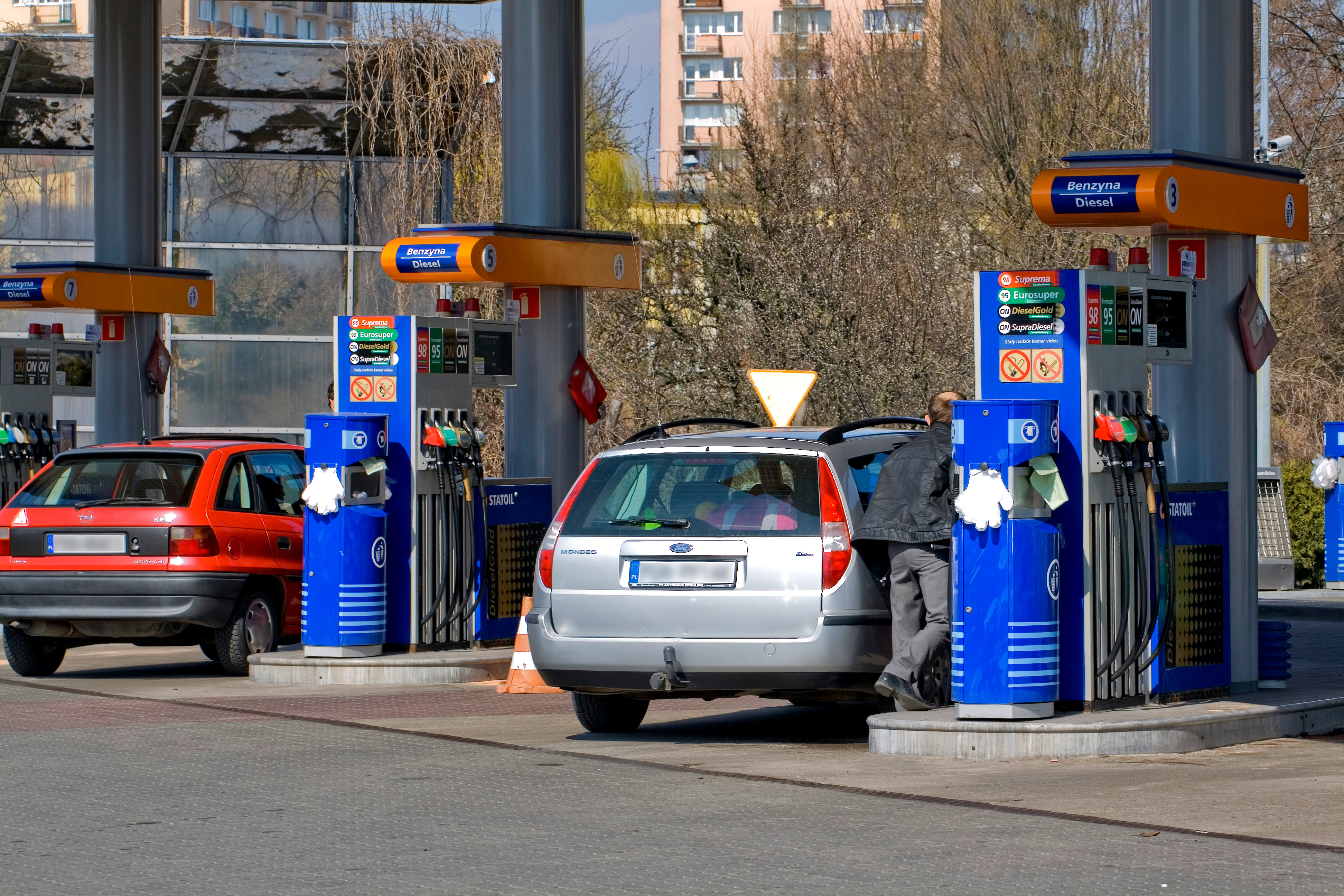
Stacja paliw Statoil w Gnieźnie

Equinor ASA (do 2018: Statoil ASA, do 2009: StatoilHydro ASA) – norweskie przedsiębiorstwo energetyczne, które prowadzi działalność w 38 krajach (2015) oraz do 2012 posiadało stacje paliw w 8 krajach na świecie (m.in. w Polsce – 356 stacji w roku 2013). Stacje paliw należące do koncernu zostały w roku 2010 wydzielone do oddzielnej spółki Statoil Fuel and Retail, która w roku 2012 została przejęta przez Alimentation Couche-Tard. Od roku 2015 stacje paliw przechodziły rebranding polegający na zmianie nazwy na Circle K.
Wiosną 2018 r. Statoil zmienił nazwę na Equinor. Przedsiębiorstwo skupia się na wydobyciu ropy i gazu oraz rozwija segment energetyki odnawialnej, inwestując głównie w morską energetykę wiatrową.

## Działalność
Statoil został założony 14 lipca 1972 roku. Jest to największe naftowe przedsiębiorstwo w Skandynawii i największe przedsiębiorstwo w Norwegii. Zatrudnia około 20 tys. osób. Spółka jest notowana na NYSE oraz na Giełdzie Papierów Wartościowych w Oslo. 67% udziałów w przedsiębiorstwie należy do państwa (Norwegii). Siedziba główna znajduje się w norweskim mieście Stavanger.
Od 2004 roku koncern stał się sponsorem tytularnym pucharu świata w piłce ręcznej mężczyzn, nazywanym także Statoil World Cup.
W 2007 Statoil połączył się z paliwową częścią Norsk Hydro zmieniając nazwę na StatoilHydro.
W 2011 Statoil znalazł się na pierwszym miejscu na liście przedsiębiorstw najbardziej zrównoważonych środowiskowo i socjalnie, prowadzonej przez organizację Global.org.
18 kwietnia 2012 zostało ogłoszone, że Alimentation Couche-Tard zakupi Statoil Fuel & Retail za 2,8 mld dolarów i stanie się spółką Couche-Tard.
We wrześniu 2015 prasa poinformowała, że stacje paliw dotychczas funkcjonujące pod marką Statoil będą znane jako sieć Circle K. Wiosną 2016 roku stacje rozpoczęły rebranding w krajach Skandynawii, państwach bałtyckich, Rosji i Polsce.
15 marca 2018 Statoil ogłosił, że na walnym zgromadzeniu w maju zmieni nazwę na Equinor. Nowa nazwa ma być elementem strategii odchodzenia od paliw kopalnych.

### Equinor w Polsce
W 1993 roku Statoil uruchomił pierwszą w Polsce stację paliw w Zakroczymiu. W roku 2012 ogólne przychody przedsiębiorstwa Statoil Fuel & Retail Polska Sp. z o.o. przekroczyły 5504 mln złotych, przychody ze sprzedaży były o 4 mln złotych mniejsze.
Statoil sprzedał stacje paliw do Alimentation Couche-Tard Inc.
1 kwietnia 2016 roku spółka Statoil Fuel & Retail Polska Sp. z o.o. zmieniła nazwę na Circle K Polska Sp. z o.o. Był to początek procesu rebrandingu firmy w Polsce. Zmiana nazw stacji paliw rozpoczęła się wiosną 2017 roku i zakończyła się 14 maja 2018 roku. W roku 2022 Circle K prowadziła ponad 380 stacji paliw w całym kraju.
W marcu 2018 roku, Equinor (pod starą jeszcze nazwą Statoil) ponownie wszedł na polski rynek kupując 50% udziałów w dwóch spółkach zależnych Polenergii SA, Polenergii Bałtyk III Sp. z o.o. i Polenergii Bałtyk II Sp. z o.o. W grudniu 2018 roku Equinor powiększył swoje portfolio w Polsce zawierając umowę z Polenergią na zakup 50% w trzecim projekcie Bałtyk I.